# Xanthocalanus harpagatus
Xanthocalanus harpagatus is een eenoogkreeftjessoort uit de familie van de Phaennidae. De wetenschappelijke naam van de soort is voor het eerst geldig gepubliceerd in 1983 door Bradford & Wells.